# Thủy sam
Thủy sam (danh pháp khoa học: Metasequoia glyptostroboides) là một loài thông lớn thuộc chi Thủy sam (Metasequoia). Cây này là loại cây gỗ lớn có nguồn gốc ở vùng Hồ Bắc-Tứ Xuyên thuộc Trung Quốc. Metasequoia, cùng với Sequoia, Sequoiadendron và một số chi thực vật khác, được chuyển từ họ Taxodiaceae trong phân loại cổ điển sang họ Cupressaceae dùng phân tích DNA. Đây là loài duy nhất còn tồn tại thuộc chi Metasequoia, ngoài ra còn ba loài hóa thạch khác thuộc chi này.

## Nghiên cứu thêm
- He, Zican, Jianqiang Li, Qing Cai, Xiaodong Li, and Hongwen Huang. 2004. "Cytogenetic Studies on Metasequoia Glyptostroboides, a Living Fossil Species". Genetica. 122, no. 3: 269-276.
- International Metasequoia Symposium, Ben A. LePage, Christopher J. Williams, and Hong Yang. The Geobiology and Ecology of Metasequoia. Topics in geobiology, v. 22. Dordrecht: Springer, 2005. ISBN 1-4020-2764-8
- Proceedings of the Second International Symposium on Metasequoia and Associated Plants, August 6–10, 2006, Metasequoia: Back from the Brink? An Update. Edited by Hong Yang and Leo J. Hickey. Bulletin of the Peabody Museum of Natural History, Volume 48, Issue 2 ngày 31 tháng 10 năm 2007, pp. 179–426.
- LePage, Ben A.; Williams, Christopher James; Yang, Hong, biên tập (2005), The geobiology and ecology of Metasequoia, Volume 22 of Topics in geobiology, Springer, ISBN 1-4020-2631-5